# 花岡二郎
花岡二郎（日语：／ Hanaoka Nirō，？年—1930年），本名達奇斯·那威，是臺灣賽德克族荷戈社（今南投縣仁愛鄉春陽部落）原住民，改名花岡二郎，埔里小學校高等科畢業，日治時期警察兼蕃童教育所的教師，霧社事件時自殺。
花岡二郎之妻高山初子（族名Obing Tado，漢名高彩雲，1996年逝世），後改嫁荷戈社人Piho Walis（日文名中山清；國民政府時期，改漢名為高永清），曾任南投縣仁愛鄉長、臺灣省議會議員。二郎遺腹子花岡初男（族名：Awi Dakis，漢名高光華，1930－2001），亦曾任南投縣仁愛鄉長，花岡母子曾於廬山溫泉區經營旅社「碧華莊」。

## 生平
花岡二郎與另一位原住民警察花岡一郎並沒有血緣關係，兩人是在大日本帝國的理蕃政策之下刻意培養，使原住民接受日本文化的樣板人物。花岡二郎善於體育活動，田徑項目極佳，能長跑、短跑、標槍、鉛球，亦能柔道。學業方面則以苦讀著稱，善於書法。
1930年馬赫坡部落頭目莫那魯道因與日本警方發生衝突，在10月27日霧社運動會時，發動起事，大行出草，襲殺參與運動會的日本人，是為霧社事件。由於花岡二郎是原住民的一份子，同時亦具警察身分，進而對血緣以及栽培他的日本政府產生矛盾，遂與花岡一郎相約自殺，一郎以武士道精神而切腹，二郎則選擇賽德克族傳統上吊。
花岡一郎與花岡二郎，自殺的可能原因，一是不願鎮壓同族的原住民；二也無法接受族人殺害日本平民，甚至是無辜的婦孺。兩人聯名留日文草書之遺書於壁上，據考証為二郎執筆（《賽德克巴萊》電影中執筆的是一郎，有誤），說明族人因不堪苦役而起事，兩人無能為力，僅能一死：

「花岡兩（花岡兩人的聲明）
我等不得不離開此世界。此為蕃人因勞役過多終於激動成此事件。我等也被蕃人拘捕，終至無可如何。昭和五年十月二十七日午前九時。
由於蕃人在各方面皆有守備，郡守以下職員全部死於公學校方面矣。」

## 相關影視作品
- 風中緋櫻：（2003年連戲劇〔公視〕）：由王昇（少年時期）、傅子純飾演。
- 賽德克巴萊：（2011年電影）：由蘇達飾演。